# Manamadurai
Manamadurai é uma panchayat (vila) no distrito de Sivaganga, no estado indiano de Tamil Nadu.

## Geografia
Manamadurai está localizada a 9° 42′ N, 78° 29′ L. Tem uma altitude média de 70 metros (229 pés).

## Demografia
Segundo o censo de 2001,  Manamadurai  tinha uma população de 26,284 habitantes. Os indivíduos do sexo masculino constituem 50% da população e os do sexo feminino 50%. Manamadurai tem uma taxa de literacia de 74%, superior à média nacional de 59.5%: a literacia no sexo masculino é de 81% e no sexo feminino é de 68%. Em Manamadurai, 12% da população está abaixo dos 6 anos de idade.